# 豊鹿嶋神社
- 豊鹿嶋神社
- 豊鹿島神社

豊鹿嶋神社（とよかしまじんじゃ）とは、東京都東大和市芋窪にある神社。祭神は武御加豆智命。本殿は室町時代の1466年（文正元年）建立であり、現存する東京都最古の神社建築である。

## 歴史
社伝によれば、707年（慶雲4年）、武蔵国に来た鬼神を常陸峯に鎮めて、天智天皇の第四の姫宮と蘇我山田石川麿が建立したことに始まる。以来、芋窪地域の鎮守として住民により守られてきた。
江戸時代には13石の社領を与えられていた。
1993年（平成5年）に行われた拝殿の大改修において、『新編武蔵風土記稿』に記載されていた通り、文正元年10月3日の棟札が発見され、創建年が実証された。また、この改修で計5枚の棟札が発見され、改修前の拝殿は1858年（安政5年）に完成したことが確認された。

## 文化財
東京都指定有形文化財（建造物）
- 豊鹿島神社本殿 1棟 附・棟札 1枚 - 1964年（昭和39年）11月21日に都重宝として指定、1976年（昭和51年）7月1日に種別変更[5]

一間社流造の本殿でこけら葺箱棟付、桁行（間口）は170.7cm、身舎の梁間（奥行）は152.4cm、向拝の梁間は140.4cmである。現状は外気や風雨から保護するための覆殿の中にあり、外から観察することはできない。建築年代について、かつては本殿内に保管されていた棟札にあった年紀通りに1550年（天文19年）とされてきたが、1992年（平成4年）から2年に及ぶ解体修理の際、大工二郎三郎近吉が1466年（文正元年）に建立した旨を記した棟札が新たに発見され、また、古くは厚板葺の屋根であったことも分かった。
東大和市指定文化財（市重宝）
- 豊鹿島神社本殿の木製狛犬 - 1983年（昭和58年）3月1日指定[6]

木製、本殿と同時期に作られた可能性が高いとされる。
- 豊鹿島神社の獅子頭 - 1983年（昭和58年）3月1日指定[6]

江戸時代後期の作か、かつて奉納されていた獅子舞に用いられたとみられる。